# 愛島笠島
愛島笠島（めでしまかさしま）は、宮城県名取市の大字。郵便番号は981-1238。人口は809人、世帯数は325世帯（2024年11月30日現在）。旧陸前国名取郡笠島村、仙台県名取郡笠島村、宮城県名取郡笠島村、宮城県名取郡愛島村大字笠島、宮城県名取郡名取町愛島笠島。

## 地理
仙台平野とその西にある愛島丘陵にまたがる。愛島丘陵は東に突き出た部分を持ち、笠島の東部がその南側を占める。突き出た隆起は愛島丘陵本体と異なりなだらかで、北の塩手から南の北目まで、その中央を貫いて東街道（現在の宮城県道39号仙台岩沼線）という中世からの街道が通じる。
面積の半分以上は愛島丘陵で、東に向けて川内沢川が流れ出る。大字の愛島笠島は同じ丘陵内の分水嶺を越え増田川の最上流部も含むが、明治までの笠島村はそこまで含まない。水田は川内沢川沿いの狭い平地と、東部の仙台平野に広がり、住居は丘陵沿いの少し高いところに寄った。
歴史的な中心地は現在の名取市立愛島小学校付近で、そこに各種施設・商店が集まっていたが、20世紀後半には丘陵部に住宅地が造成されてそちらが人口を増した。南の丘陵の中にグリーンポート愛島という住宅・工業団地が作られ、愛島台として愛島笠島から分離した。
山 - 外山 (314m)、五所山 (295m)
河川 - 川内沢川

## 歴史
縄文海進のころはもとより、陸地化しても古代の平野部は居住に適さない低湿地であったようで、住居は低い丘陵部に平野部を縁取るように帯状に分布した。江戸時代の村境はその丘陵の上に引かれたので、笠島の古代遺跡は一部を除き笠島と隣の地区にまたがるように広がっている。弥生時代以降はこれらの遺跡に面した平野部に水田が開かれたのであろうが、水田遺構は見つかっていない。
東隣の小豆島との境にあたる丘の小豆島側には縄文時代の宇賀崎遺跡があり、笠島側にも遺跡が分布する。その西には北隣の塩手との境に近い台地が広がり、縄文時代以降の遺跡がある。南隣の北目との境になる丘陵にも縄文時代から遺物、住居址が見つかっている。中央部にあたる愛島小学校の西では、縄文時代から古墳時代まで住居跡が見つかっている。古墳時代には35メートルの円墳である大塚山古墳を中心に群集墳が築かれた。
中世以降の人々に笠島は、笠島道祖神と実方中将の伝説の地として知られていた。長徳4年12月（999年1月）に、道祖神社の前で下馬する習わしを無視した藤原実方が、しばらく行ってから落馬して死んだという伝えである。神社は笠島村と塩手村の境界の笠島側にあるが、通り過ぎてからの落馬地点や墓などの伝承地は塩手村にあった。平安時代に延喜式神名帳に記載された佐具叡神社は、塩手村にあったとする説と笠島村にあったとする説がある。
| 年   | 元禄15年     | 安永2年    | 天保4年   |
| 年   | 1626年頃     | 1773年     | 1833年    |
| ---- | ------------ | ---------- | --------- |
| 田代 |              | 160貫275文 |           |
| 畑代 |              | 30貫716文  |           |
| 村高 | 1357石5斗5升 | 190貫991文 | 1938石7斗 |

戦国時代の天文2年（1533年）に伊達景宗が笠島の内、「中の在家」を本郷土佐に与えた書付が、江戸時代に本郷の子孫に残されていた。
明治5年（1872年）に笠島村は大区小区制のもとで小豆島村・北目村とともに第15大区第6小区に属したが、その後その所属はめまぐるしく変わった。明治11年（1878年）には郡区町村編制法により数か村が連合して戸長をおき、事務をとらせることになったが、その連合も頻繁に変わった。
日本に市町村がおかれたのは、明治22年（1899年）の町村制により、このとき塩手村・笠島村・小豆島村・北目村の4か村が合併して愛島村ができた。村役場は笠島に置かれた。笠島も愛島村も農村であったが、その中心は笠島小学校（愛島小学校）前にあって、少しばかりの施設や商店が集まっていた。
20世紀末からは北にある仙台市の膨張が名取市に及んだ。南の丘陵の中に愛島台が造成され、宮城県警察学校を中心にした北東部の丘陵地も土地区画整理事業によって宅地に変貌した。
- 1872年（明治5年）6月 - 小豆島村・北目村とともに第15大区第6小区をなす[11]。
- 1874年（明治7年）4月 - 小豆島村・北目村・飯野坂村・植松村とともに第8大区第8小区をなす。
- 1876年（明治9年）11月 - 小豆島村・北目村・飯野坂村・植松村・志賀村・三色吉村・長岡村・手倉田村・塩手村・川上村・熊野堂村・吉田村・小川村とともに第2大区第2小区をなす。
- 1878年（明治11年）11月 - 郡区町村編制法の下で小豆島村と連合した。
- 1891年（明治14年） - 北目村が加わり、3か村の連合となった。
- 1894年（明治17年） - 連合から北目村が抜け、小豆島村との2か村連合に戻った。
- 1899年（明治22年）4月 - 塩手村・笠島村・小豆島村・北目村が合併して愛島村ができた。
- 1955年（昭和30年） - 増田町・閖上町・下増田村・館腰村・高舘村・愛島村が合併して名取町になった。
- 1958年（昭和33年） - 名取町が名取市になった。

## 行政
安永2年当時の肝入は、吉左衛門といった。

## 産業
古くから開かれた農村で、低地で水田を作り、小高いところで畑を作る農業が営まれた。江戸時代には中継表を織り出した。また江戸時代から孟宗竹（モウソウチク）が植えられたが、大正時代に大友新太郎が竹林の管理法を改良して筍（タケノコ）の良品を仙台向けに出荷した。以来筍が愛島一帯の名産になった。

## 交通
笠島村は中世陸奥国の主要街道である東街道にそう位置にある。江戸時代には奥州街道にとってかわられたが、笠島村にとってはなおこの道が重要であった。現在の宮城県道39号仙台岩沼線にあたる。また、名取市の中心に向けては愛島小学校付近から東に宮城県道126号愛島名取線が伸びていた。どちらの県道も20世紀末に直線的に改良・拡幅され、古い街道と厳密に一致しない箇所が多い。
東北新幹線は西部の丘陵地を志賀トンネルと愛島トンネルで通過するが、笠島にも名取市内にも駅はない。
- 宮城県道39号仙台岩沼線（東街道）
- 宮城県道126号愛島名取線
- 宮城県道258号仙台館腰線

## 教育
幕末の笠島村には、天保10年（1839年）から神官の宍戸隆光が教える寺子屋があったが、小学校の開設とともに廃止になった。明治5年（1872年）の学制にもとづき、明治6年（1873年）に笠島小学校が作られた。初代校長は宍戸隆光が務めた。これが愛島村への合併とともに、愛島小学校と改称した。
1947年（昭和22年）に学校教育法にもとづく新制の中学校が全国に設置されたとき、愛島村は小学校と同じ場所に愛島中学校を設置した。これは名取市になった後の1962年（昭和37年）に手倉田に新設の名取市立第一中学校に統合されて廃止になった。
- 笠島小学校（愛島小学校に改称） 1872年 -
- （愛島中学校） - 1947年 - 1962年

## 宗教

### 寺院
古代の笠島には、今の道祖神社の鳥居近くに笠島廃寺と呼ばれる寺院があったが、その詳細は不明である。
江戸時代の笠島村には、寺院が3つと修験院が1つあった。真言宗の善福寺と安養院、曹洞宗の智福院、羽黒山の末流である遍照院である。このうち善福寺は1875年（明治8年）に火災に遭ってそのまま再建されず、1934年（昭和9年）に安養院に合併になった。安養院と智福院は21世紀初めの現在もある。
- 笠島山 智福院
- 瑠璃光山 安養寺
- （長徳山 善福寺）
- （遍照院）
- （笠島廃寺）

### 神社
平安時代に延喜式神名帳に記載された佐具叡神社は、塩手村にあったとする説と笠島村にあったとする説がある。中世から塩手村との境界に道祖神社があり、これは現在の佐倍乃神社にあたる。
江戸時代の笠島村には15社があった。道祖神社、田中に弁財天社、蔵神に稲荷明神社、後道といつみに神明社各1計2、神泉と萩ノ倉と西谷地に毘沙門天社各1計3、大窪沢に山上穂蔵、宮ノ下と上平に白山権現社各1計2、川内に愛宕社、川内に天王社、馬欠場（馬駆場）に天神社、南屋敷に神明社穂蔵である。明治末の神社統合政策により、道祖神社（佐倍乃神社）に近隣の神社が合祀された。
- 佐倍乃神社（道祖神社）
- （弁財天社）